# Vranik
Vranik – wieś w Chorwacji, w żupanii licko-seńskiej, w gminie Lovinac. Leży w regionie Lika. W 2011 roku liczyła 7 mieszkańców.